# Длинноклювая плоскохвостая камышовка
Длинноклювая плоскохвостая камышовка (лат. Schoenicola platyurus) — вид воробьиных птиц из семейства сверчковых (Locustellidae). Подвидов не выделяют. Эндемик Западных Гат (Индия).

## Описание

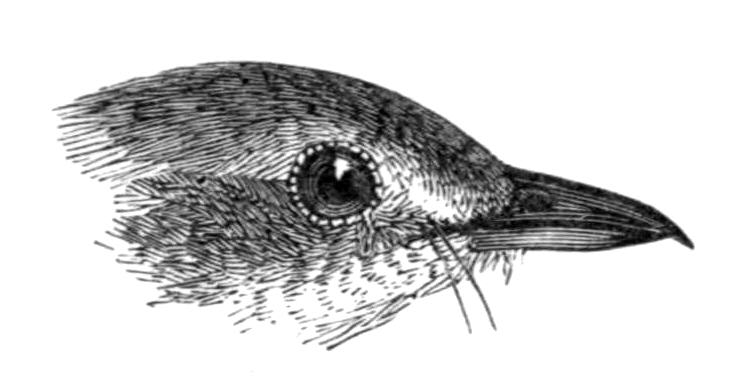
Рисунок головы крупным планом

Длинноклювая плоскохвостая камышовка достигает длины около 18 см. Хвост длинный, широкий, закруглённый и ступенчатый. Клюв короткий и крепкий, со слегка изогнутым кончиком и двумя ребристыми щетинками с каждой стороны у основания клюва. В верхняя часть тела шоколадно-коричневая, со слабыми полосами, заметными при хорошем освещении; однако у некоторых особей полоски отсутствуют. Нижняя часть тела светлая с рыжеватым отливом. Нижняя сторона хвоста тёмная, рулевые перья с характерными белыми кончиками. У самок бока окрашены в рыжеватый цвет, поэтому самки, как правило, выглядят более коричневыми, чем самцы. Особи из разных частей ареала демонстрируют различия в окраске оперения, образуя две различные морфы: на юге верхняя часть тела птиц более тёмная, рыжевато-коричневая, а на севере птицы в целом светло-коричневые. У взрослых самцов клюв сверху чёрный, снизу — бледно-голубой, ротовая полость чёрная. Клюв самки сверху коричневый, снизу бежевый, ротовая полость красновато-жёлтая. Радужная оболочка серовато-коричневая у самцов и тёмно-коричневая у самок. Цевка у самцов красновато-коричневая. Ступня спереди коричневая, а сзади и на подошвах — светло-бежевая. У самок ноги и ступни светло-коричневые. Молодые особи после первой зимы, как правило, более рыжие, с более узким хвостом и отсутствием бледных кончиков у рулевых перьев.

## Вокализация
Песня длинноклювой плоскохвостой камышовки считается одной из лучших песен певчих птиц в Индии. Поёт обычно, сидя на присаде или во время демонстрационного полёта. Песня представляет собой сложную смесь свистов и резких звуков. Начинается с шипящего «pis» или «psit», повторенного 6 или 7 раз, за которым следуют 1—3 ноты «pseer» или «churr» и протяжное «pseeu», таким образом, слышится «psit-psit-psit-psit-psit-psit churr churr pseeu».